# Kleindöbra
Kleindöbra ist ein Gemeindeteil der Stadt Schwarzenbach am Wald im Landkreis Hof (Oberfranken, Bayern). Die Gemarkung Kleindöbra hat eine Fläche von 0,568 km². Sie ist in 132 Flurstücke aufgeteilt, die eine durchschnittliche Fläche von 4301,71 m² haben. In ihr liegt neben dem namensgebenden Ort der Gemeindeteil Äußera (zum Teil).

## Geografie
Im Dorf bildet mit Schwarzenbach am Wald im Westen eine geschlossene Siedlung. Im Süden erhebt sich der Döbraberg (796 m ü. NHN). Die Staatsstraße 2194 nach Schwarzenbach (1 km westlich) bzw. nach Döbra (1,5 km östlich).

## Geschichte
Kleindöbra gehörte zur Realgemeinde Lippertsgrün. Gegen Ende des 18. Jahrhunderts bestand Kleindöbra aus sechs Anwesen (1 Gut, 4 Gütlein,1 Wohnhaus). Die Hochgerichtsbarkeit sowie die Grundherrschaft über sämtliche Anwesen hatte das bayreuthische Verwaltungsamt Schwarzenbach am Wald.
Von 1797 bis 1810 unterstand Kleindöbra dem Justiz- und Kammeramt Naila. Infolge des Ersten Gemeindeedikts wurde Kleindöbra dem 1812 gebildeten Steuerdistrikt Schwarzenbach und der zugleich entstandenen Ruralgemeinde Straßdorf zugewiesen. Im Zuge der Gebietsreform in Bayern wurde Kleindöbra am 1. Mai 1978 nach Schwarzenbach am Wald eingemeindet.

### Einwohnerentwicklung
| Jahr      | 001799 | 001819 | 001861 | 001871 | 001885 | 001900 | 001925 | 001950 | 001961 | 001970 | 001987 | 002020 |
| Einwohner | 44     | 51     | 76     | 90     | 87     | 73     | 73     | 141    | 120    | 98     | 82     | 48     |
| Häuser    | 7      |        |        |        | 14     | 15     | 15     | 23     | 23     |        | 29     |        |
| Quelle    | [ 10 ] | [ 7 ]  | [ 11 ] | [ 12 ] | [ 13 ] | [ 14 ] | [ 15 ] | [ 16 ] | [ 17 ] | [ 18 ] | [ 19 ] | [ 2 ]  |

## Religion
Kleindöbra ist seit der Reformation evangelisch-lutherisch geprägt und bis heute nach Schwarzenbach am Wald gepfarrt.